# Melchor Ocampo, Hidalgo
Melchor Ocampo är en ort i Mexiko.   Den ligger i kommunen San Felipe Orizatlán och delstaten Hidalgo, i den sydöstra delen av landet, 200 km norr om huvudstaden Mexico City. Melchor Ocampo ligger 261 meter över havet och antalet invånare är 135.
Terrängen runt Melchor Ocampo är huvudsakligen kuperad, men åt nordost är den platt. Runt Melchor Ocampo är det ganska tätbefolkat, med 86 invånare per kvadratkilometer. Närmaste större samhälle är San Felipe Orizatlán, 6,0 km nordost om Melchor Ocampo. I omgivningarna runt Melchor Ocampo växer i huvudsak städsegrön lövskog.